# Макове (заповідне урочище)
«Ма́кове» — заповідне урочище, об'єкт природно-заповідного фонду, що був оголошений рішенням Сумського Облвиконкому № 704 від 31.12.1980 року на землях Криничанські сільській раді (Тростянецький держлісгосп, Маковське лісництво, квартал 29, відділ 7). Адміністративне розташування — Тростянецький район, Сумська область.

## Характеристика
Площа — 11,3 га.

## Скасування
Рішенням Сумської обласної ради від 19.10.2000 року «Про розширення, оптимізацію мережі і зміну назв деяких територій і об'єктів природно-заповідного фонду місцевого значення» об'єкт було скасовано. Зазначена підстава — насадження внаслідок всихання та зараження стовбурними і іншими хворобами головних порід втратило своє наукове та природоохоронне значення. Підстава не відповідає вимогам законодавства.
Вся інформація про створення об'єкту взята із текстів зазначених у статті рішень обласної ради, що надані Державним управлянням екології та природних ресурсів Сумської області Всеукраїнській громадській організації «Національний екологічний центр України».

## Галерея

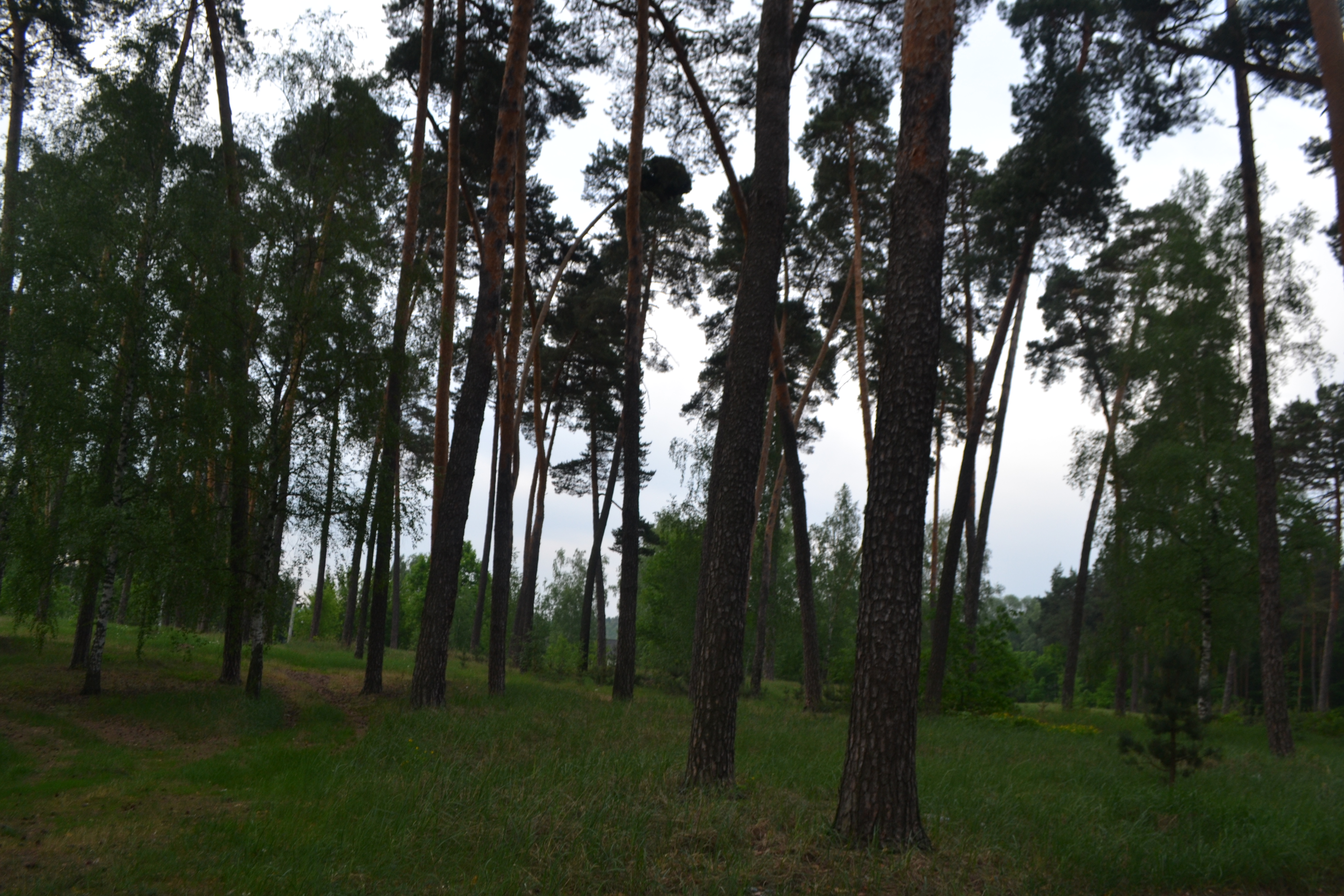
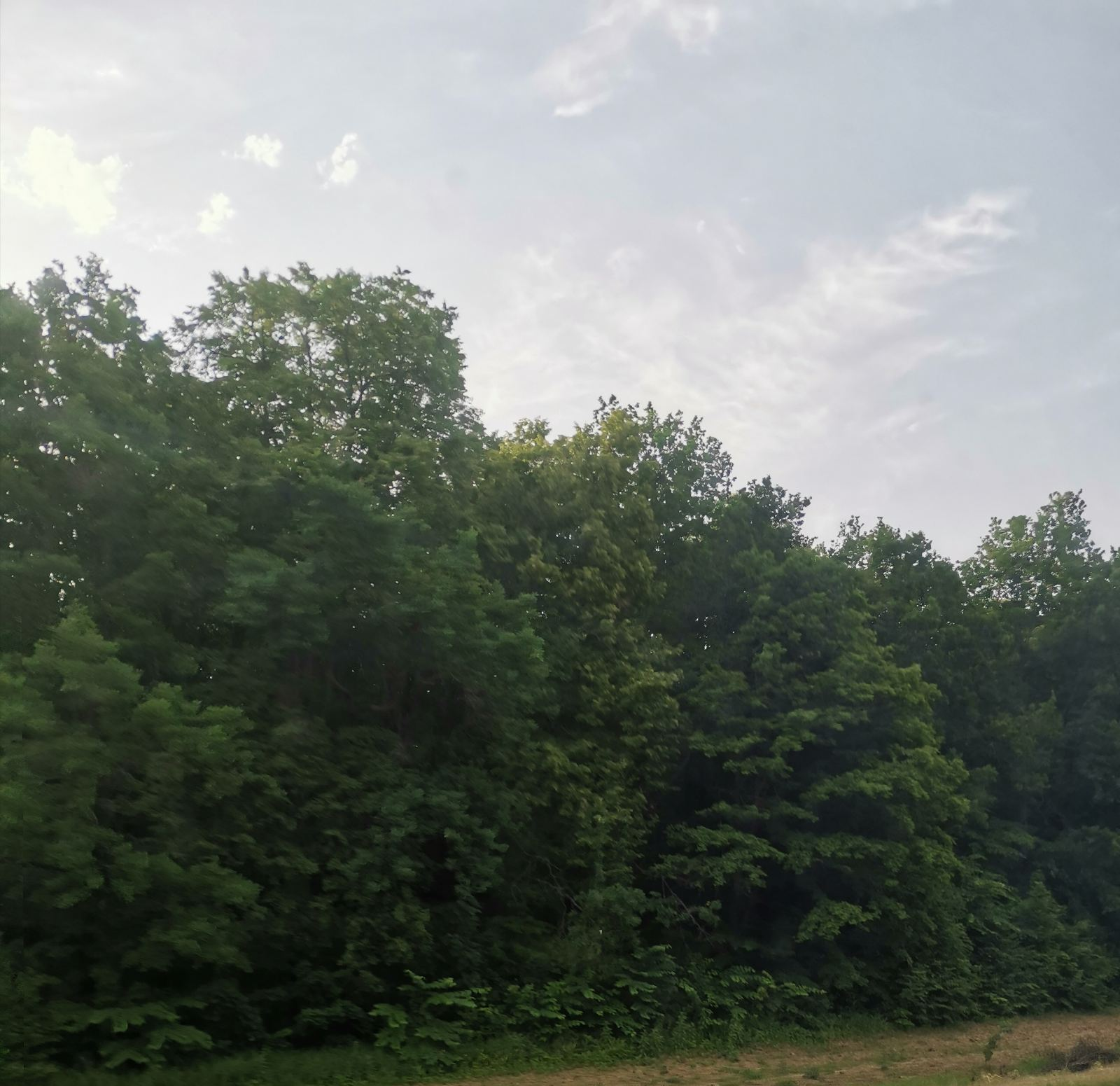